# Mreană vânătă
Mreana vânătă, sau mreană pătată, moioaga (Barbus petenyi,  sinonim Barbus meridionalis petenyi) este un pește dulcicol de 10–25 cm din familia ciprinidelor, cu spinarea vânătă (de unde și numele), abdomenul alb-gălbui. Trăiește, în special, în râurile de deal și de munte în bazinele hidrografice ale Dunării, Nistrului și în apele din Peninsula Balcanică.

## Habitat
Mreana vânătă trăiește, în special, în râurile colinare (de deal) și de munte (mai ales în Ardeal și în bazinul Bistriței), cu apa limpede, curgătoare și bine oxigenată, mai ales în apele cu debite mici, alături de păstrăv și lipan. A fost întâlnită și pe versantul sudic al Carpaților și chiar în pâraiele mici de deal, din regiunea București. Poate trăi și în ape curgătoare, ce seacă mult în timpul secetei.
Este o specie bentonică, trăiește în grupuri mici, compuse din pești de diferite vârste și dimensiuni. Mreana vânătă este moderat fotofobă și preferă apele de lângă mal cu multă vegetație și numeroase adăposturi în albia râului, locuri unde stă ziua. În timpul verii caută ape proaspete și oxigenate, cu curs rapid. Nu întreprinde migrații și iernează pe loc, stând la adânc în stare latentă în locuri ascunse sau sub pietre mari și, poate, îngropându-se în nisip.

## Distribuția geografică
Bazinul dunărean din România (Mureș, Argeș, Olt, Tisa, Ialomița) și Bulgaria (Iskâr, Iantra și Vit), bazinul râului Kamcia (care se varsă direct în Marea Neagră), bazinul Nistrului
În România trăiește în regiunea apelor de coline și de munte corespunzătoare zonei lipanului până la Dunăre. Se află în Dunăre numai în zona Porților de Fier, Tisa, Vișeu, Someș, Lăpuș, Crișul negru, Crișul repede, Mureș, Bistra, Cerna, Caraș, Bahna, Topolnița, Olt, Berivoi, Sâmbăta, Apa Roșie, Gilort, Suceava, Putna, Bistrița, Argeș, Ilfov, Ialomița, cursul superior al Bicazului etc .
În Nistru trăiește în porțiunea de mijloc al fluviului (în amonte și aval de Soroca).

## Descrierea
Lungimea obișnuită a corpului 10–25 cm; maximală 40 cm. Greutatea corpului obișnuită 400-500 g; maximală 1,500 kg.
Are corpul alungit, subcilindric (aproximativ cilindric), ușor comprimat lateral, acoperit cu solzi mijlocii persistenți și cu mucus foarte abundent. Profilul dorsal arcuit, convex și cel abdominal aproape drept. De-a lungul liniei laterale sunt dispuși 52–59 solzi. Capul este relativ mare, alungit, cu un bot ascuțit.  Fruntea ușor bombată. Gura este subterminală (inferioară), semilunară, prevăzută cu buze cărnoase și două perechi lungi de mustăți: una pe buza superioară, cealaltă în colțurile gurii. Dinții faringieni dispuși pe 3 rânduri. Buza inferioară este foarte cărnoasă, trilobată, lobul medial este în formă de limbă cu marginea posterioară liberă, neatașată de bărbie. Ochii sunt relativ mici
Înotătoarea dorsală scurtă, cu o margine dreaptă sau puțin convexă și este formată din 7-8 raze moi și 2-3 raze spinoase (spini), dintre care ultima rază spinoasă aproape neîngroșată și lipsită de zimți. Înotătoarea dorsală începe înaintea înotătoarei ventrale; înălțimea ei este cuprinsă de 5,3-6,1 ori în lungimea corpului. Înotătoarea anală scurtă și înaltă cu o margine aproape dreaptă; culcată, ajunge până la baza înotătoarei caudale. Înotătoarea caudală este slab excavată.

## Colorația
Corpul mrenei vânăte este mai închis la culoare decât la mreana comună. Spinarea este vânătă, brun-ruginie închisă sau verde-brună, laturile galben-ruginii, iar abdomenul alb-gălbui. Pe spate, pe flancuri și pe cap, este acoperită cu puncte și pete mari, închise, ce se unesc între ele. Înotătoarele ventrale, pectorale și anală sunt galbene. Înotătoarea dorsală și caudală urmează colorația corpului, și au rânduri de pete întunecate. Mustățile sunt gălbui, de culoarea lămâii, fără o axă roșie. Peritoneul este negru.

## Dimorfismul sexual
Dimorfismul sexual este pronunțat: la masculi, în epoca de reproducere, apar niște tuberculi albicioși pe cap, iar înotătoarea anală este mult mai scurtă ca la femelă; la aceasta din urmă, înotătoarele pectorale și ventrale sunt ceva mai lungi.

## Hrana
Se hrănește cu larve de insecte acvatice (perlide, efemeride, diptere, chironomide), crustacee (lătăuși), viermi (anelide) și vegetație acvatică.

## Reproducerea
Depunerea icrelor are loc de la sfârșitul primăverii până la sfârșitul verei, în funcție de condițiile meteorologice. În epoca de reproducere, peștele urcă în cârduri pe râuri pentru a ajunge la locurile de reproducere situate în ape curgătoare puțin adânci cu funduri pietroase și nisipoase. Depunerea icrelor are loc în cicluri, fiecare femela depune până la de trei ori pe sezon.  În fiecare ciclu femela depune câteva sute de icre. Perioada de incubație durează 1-2 săptămâni, alevinii trăiesc pe fundul apei, până la resorbția sacului vitelin, iar puietul duce o viața bentonică și se hrănesc cu plancton, microinvertebrate, detritus organic.

## Importanța economică
Are o valoare economică mică. Carnea are mai puține oase și e mai gustoasă ca cea de mreană obișnuită, iar icrele sunt netoxice. Totuși, dată fiind talia ei mică, nu are decât o importanță regională și este folosită mai mult la pescuitul sportiv.

## Starea de conservare
Figurează ca specie neamenințată pe lista roșie a IUCN.
În Republica Moldova este extrem de rară și este inclusă în Cartea Roșie a Republicii Moldova.